# الاكمه العليا (بعدان)

تعديل مصدري - تعديل

الاكمه العليا محلة تابعة لقرية الاكمةالسفلى، التابعة لعزلة بني منصور بمديرية بعدان إحدى مديريات محافظة إب في الجمهورية اليمنية، بلغ تعداد سكانها 34 حسب تعداد اليمن لعام 2004.